# Tour de Norvège 2021
La 10e édition du Tour de Norvège a eu lieu du 19 août 2021 au 22 août 2021, après avoir été initialement prévu en mai. La course fait partie du calendrier UCI ProSeries 2021 en catégorie 2.Pro. Elle fait son retour après son annulation l'année précédente en raison de la pandémie de Covid-19.

## Équipes
Dix-neuf équipes participent à la course : sept équipes World Tour, deux équipes continentales professionnelles, et dix équipes continentales
| WorldTeams (7)- Bora-Hansgrohe - Ineos Grenadiers - Jumbo-Visma - Lotto Soudal - Team DSM - Trek-Segafredo - UAE Team Emirates ProTeams (2)- Sport Vlaanderen-Baloise - Uno-X Pro Cycling Team Équipes continentales (10)- À Bloc CT - BHS-PL Beton Bornholm - Black Spoke - ColoQuick - Coop - EvoPro Racing - Global 6 Cycling - Ribble Weldtite Pro Cycling - Riwal - Nippo-Provence-PTS Conti |
| |

## Étapes
| Étape     | Date    | Villes étapes         | type                      | Distance (km) | Vainqueur d'étape | Leader du classement général |
| --------- | ------- | --------------------- | ------------------------- | ------------- | ----------------- | ---------------------------- |
| 1re étape | 19 août | Egersund – Sokndal    | étape de moyenne montagne | 153,08        | Ethan Hayter      | Ethan Hayter                 |
| 2e étape  | 20 août | Sirdal – Fidjeland    | étape de plaine           | 164,03        | Ethan Hayter      | Ethan Hayter                 |
| 3e étape  | 21 août | Jørpeland – Jørpeland | étape de moyenne montagne | 147,14        | Mads Pedersen     | Ethan Hayter                 |
| 4e étape  | 22 août | Stavanger – Stavanger | étape de plaine           | 170,63        | Matthew Walls     | Ethan Hayter                 |

## Déroulement de la course

### 1reétape
| \| Classement de l'étape \| Classement de l'étape \| Classement de l'étape \| Classement de l'étape \| Classement de l'étape \| \| Coureur \| Coureur \| Pays \| Équipe \| Temps \| \| --------------------- \| --------------------- \| --------------------- \| --------------------------- \| --------------------- \| \| 1er \| Ethan Hayter \| Royaume-Uni \| Ineos Grenadiers \| 3 h 44 min 30 s \| \| 2e \| Ide Schelling \| Pays-Bas \| Bora-Hansgrohe \| + 1 s \| \| 3e \| Torstein Træen \| Norvège \| Uno-X Pro Cycling Team \| + 11 s \| \| 4e \| Mattias Skjelmose \| Danemark \| Trek-Segafredo \| + 13 s \| \| 5e \| James Shaw \| Royaume-Uni \| Ribble Weldtite Pro Cycling \| + 13 s \| \| 6e \| Filippo Ganna \| Italie \| Ineos Grenadiers \| + 13 s \| \| 7e \| Mike Teunissen \| Pays-Bas \| Jumbo-Visma \| + 13 s \| \| 8e \| Kristian Aasvold \| Norvège \| Team Coop \| + 13 s \| \| 9e \| Markus Hoelgaard \| Norvège \| Uno-X Pro Cycling Team \| + 13 s \| \| 10e \| Lucas Eriksson \| Suède \| Riwal Cycling Team \| + 13 s \| |                   |             |                             |                 |
| |                   |             |                             |                 |
| Source : ProCyclingStats |                   |             |                             |                 |
| Classement de l'étape |                   |             |                             |                 |
| Coureur | Coureur           | Pays        | Équipe                      | Temps           |
| 1er | Ethan Hayter      | Royaume-Uni | Ineos Grenadiers            | 3 h 44 min 30 s |
| 2e | Ide Schelling     | Pays-Bas    | Bora-Hansgrohe              | + 1 s           |
| 3e | Torstein Træen    | Norvège     | Uno-X Pro Cycling Team      | + 11 s          |
| 4e | Mattias Skjelmose | Danemark    | Trek-Segafredo              | + 13 s          |
| 5e | James Shaw        | Royaume-Uni | Ribble Weldtite Pro Cycling | + 13 s          |
| 6e | Filippo Ganna     | Italie      | Ineos Grenadiers            | + 13 s          |
| 7e | Mike Teunissen    | Pays-Bas    | Jumbo-Visma                 | + 13 s          |
| 8e | Kristian Aasvold  | Norvège     | Team Coop                   | + 13 s          |
| 9e | Markus Hoelgaard  | Norvège     | Uno-X Pro Cycling Team      | + 13 s          |
| 10e | Lucas Eriksson    | Suède       | Riwal Cycling Team          | + 13 s          |

| \| Classement général \| Classement général \| Classement général \| Classement général \| Classement général \| \| Coureur \| Coureur \| Pays \| Équipe \| Temps \| \| ------------------ \| ------------------ \| ------------------ \| --------------------------- \| ------------------ \| \| 1er \| Ethan Hayter \| Royaume-Uni \| Ineos Grenadiers \| 3 h 44 min 20 s \| \| 2e \| Ide Schelling \| Pays-Bas \| Bora-Hansgrohe \| + 5 s \| \| 3e \| Torstein Træen \| Norvège \| Uno-X Pro Cycling Team \| + 17 s \| \| 4e \| Mattias Skjelmose \| Danemark \| Trek-Segafredo \| + 23 s \| \| 5e \| James Shaw \| Royaume-Uni \| Ribble Weldtite Pro Cycling \| + 23 s \| \| 6e \| Filippo Ganna \| Italie \| Ineos Grenadiers \| + 23 s \| \| 7e \| Mike Teunissen \| Pays-Bas \| Jumbo-Visma \| + 23 s \| \| 8e \| Kristian Aasvold \| Norvège \| Team Coop \| + 23 s \| \| 9e \| Markus Hoelgaard \| Norvège \| Uno-X Pro Cycling Team \| + 23 s \| \| 10e \| Lucas Eriksson \| Suède \| Riwal Cycling Team \| + 23 s \| |                   |             |                             |                 |
| |                   |             |                             |                 |
| Source : ProCyclingStats |                   |             |                             |                 |
| Classement général |                   |             |                             |                 |
| Coureur | Coureur           | Pays        | Équipe                      | Temps           |
| 1er | Ethan Hayter      | Royaume-Uni | Ineos Grenadiers            | 3 h 44 min 20 s |
| 2e | Ide Schelling     | Pays-Bas    | Bora-Hansgrohe              | + 5 s           |
| 3e | Torstein Træen    | Norvège     | Uno-X Pro Cycling Team      | + 17 s          |
| 4e | Mattias Skjelmose | Danemark    | Trek-Segafredo              | + 23 s          |
| 5e | James Shaw        | Royaume-Uni | Ribble Weldtite Pro Cycling | + 23 s          |
| 6e | Filippo Ganna     | Italie      | Ineos Grenadiers            | + 23 s          |
| 7e | Mike Teunissen    | Pays-Bas    | Jumbo-Visma                 | + 23 s          |
| 8e | Kristian Aasvold  | Norvège     | Team Coop                   | + 23 s          |
| 9e | Markus Hoelgaard  | Norvège     | Uno-X Pro Cycling Team      | + 23 s          |
| 10e | Lucas Eriksson    | Suède       | Riwal Cycling Team          | + 23 s          |

### 2eétape
| \| Classement de l'étape \| Classement de l'étape \| Classement de l'étape \| Classement de l'étape \| Classement de l'étape \| \| Coureur \| Coureur \| Pays \| Équipe \| Temps \| \| --------------------- \| --------------------- \| --------------------- \| --------------------------- \| --------------------- \| \| 1er \| Ethan Hayter \| Royaume-Uni \| Ineos Grenadiers \| 4 h 16 min 32 s \| \| 2e \| Tosh Van der Sande \| Belgique \| Lotto-Soudal \| + 0 s \| \| 3e \| Mike Teunissen \| Pays-Bas \| Jumbo-Visma \| + 0 s \| \| 4e \| Ide Schelling \| Pays-Bas \| Bora-Hansgrohe \| + 0 s \| \| 5e \| Sven Erik Bystrøm \| Norvège \| UAE Team Emirates \| + 0 s \| \| 6e \| Kristian Aasvold \| Norvège \| Team Coop \| + 0 s \| \| 7e \| James Shaw \| Royaume-Uni \| Ribble Weldtite Pro Cycling \| + 0 s \| \| 8e \| Markus Hoelgaard \| Norvège \| Uno-X Pro Cycling Team \| + 0 s \| \| 9e \| Lucas Eriksson \| Suède \| Riwal Cycling Team \| + 0 s \| \| 10e \| Nick van der Lijke \| Pays-Bas \| Riwal Cycling Team \| + 0 s \| |                    |             |                             |                 |
| |                    |             |                             |                 |
| Source : ProCyclingStats |                    |             |                             |                 |
| Classement de l'étape |                    |             |                             |                 |
| Coureur | Coureur            | Pays        | Équipe                      | Temps           |
| 1er | Ethan Hayter       | Royaume-Uni | Ineos Grenadiers            | 4 h 16 min 32 s |
| 2e | Tosh Van der Sande | Belgique    | Lotto-Soudal                | + 0 s           |
| 3e | Mike Teunissen     | Pays-Bas    | Jumbo-Visma                 | + 0 s           |
| 4e | Ide Schelling      | Pays-Bas    | Bora-Hansgrohe              | + 0 s           |
| 5e | Sven Erik Bystrøm  | Norvège     | UAE Team Emirates           | + 0 s           |
| 6e | Kristian Aasvold   | Norvège     | Team Coop                   | + 0 s           |
| 7e | James Shaw         | Royaume-Uni | Ribble Weldtite Pro Cycling | + 0 s           |
| 8e | Markus Hoelgaard   | Norvège     | Uno-X Pro Cycling Team      | + 0 s           |
| 9e | Lucas Eriksson     | Suède       | Riwal Cycling Team          | + 0 s           |
| 10e | Nick van der Lijke | Pays-Bas    | Riwal Cycling Team          | + 0 s           |

| \| Classement général \| Classement général \| Classement général \| Classement général \| Classement général \| \| Coureur \| Coureur \| Pays \| Équipe \| Temps \| \| ------------------ \| ------------------ \| ------------------ \| --------------------------- \| ------------------ \| \| 1er \| Ethan Hayter \| Royaume-Uni \| Ineos Grenadiers \| 8 h 00 min 42 s \| \| 2e \| Ide Schelling \| Pays-Bas \| Bora-Hansgrohe \| + 15 s \| \| 3e \| Mike Teunissen \| Pays-Bas \| Jumbo-Visma \| + 29 s \| \| 4e \| James Shaw \| Royaume-Uni \| Ribble Weldtite Pro Cycling \| + 33 s \| \| 5e \| Kristian Aasvold \| Norvège \| Team Coop \| + 33 s \| \| 6e \| Markus Hoelgaard \| Norvège \| Uno-X Pro Cycling Team \| + 33 s \| \| 7e \| Mattias Skjelmose \| Danemark \| Trek-Segafredo \| + 33 s \| \| 8e \| Lucas Eriksson \| Suède \| Riwal Cycling Team \| + 33 s \| \| 9e \| Torstein Træen \| Norvège \| Uno-X Pro Cycling Team \| + 35 s \| \| 10e \| Sven Erik Bystrøm \| Norvège \| UAE Team Emirates \| + 41 s \| |                   |             |                             |                 |
| |                   |             |                             |                 |
| Source : ProCyclingStats |                   |             |                             |                 |
| Classement général |                   |             |                             |                 |
| Coureur | Coureur           | Pays        | Équipe                      | Temps           |
| 1er | Ethan Hayter      | Royaume-Uni | Ineos Grenadiers            | 8 h 00 min 42 s |
| 2e | Ide Schelling     | Pays-Bas    | Bora-Hansgrohe              | + 15 s          |
| 3e | Mike Teunissen    | Pays-Bas    | Jumbo-Visma                 | + 29 s          |
| 4e | James Shaw        | Royaume-Uni | Ribble Weldtite Pro Cycling | + 33 s          |
| 5e | Kristian Aasvold  | Norvège     | Team Coop                   | + 33 s          |
| 6e | Markus Hoelgaard  | Norvège     | Uno-X Pro Cycling Team      | + 33 s          |
| 7e | Mattias Skjelmose | Danemark    | Trek-Segafredo              | + 33 s          |
| 8e | Lucas Eriksson    | Suède       | Riwal Cycling Team          | + 33 s          |
| 9e | Torstein Træen    | Norvège     | Uno-X Pro Cycling Team      | + 35 s          |
| 10e | Sven Erik Bystrøm | Norvège     | UAE Team Emirates           | + 41 s          |

### 3eétape
| \| Classement de l'étape \| Classement de l'étape \| Classement de l'étape \| Classement de l'étape \| Classement de l'étape \| \| Coureur \| Coureur \| Pays \| Équipe \| Temps \| \| --------------------- \| --------------------- \| --------------------- \| ------------------------ \| --------------------- \| \| 1er \| Mads Pedersen \| Danemark \| Trek-Segafredo \| 3 h 49 min 02 s \| \| 2e \| Alexander Kristoff \| Norvège \| UAE Team Emirates \| + 0 s \| \| 3e \| Mike Teunissen \| Pays-Bas \| Jumbo-Visma \| + 0 s \| \| 4e \| Markus Hoelgaard \| Norvège \| Uno-X Pro Cycling Team \| + 0 s \| \| 5e \| Ethan Hayter \| Royaume-Uni \| Ineos Grenadiers \| + 0 s \| \| 6e \| Kristian Aasvold \| Norvège \| Team Coop \| + 0 s \| \| 7e \| Tosh Van der Sande \| Belgique \| Lotto-Soudal \| + 0 s \| \| 8e \| Nils Politt \| Allemagne \| Bora-Hansgrohe \| + 0 s \| \| 9e \| Cédric Beullens \| Belgique \| Sport Vlaanderen-Baloise \| + 0 s \| \| 10e \| Ide Schelling \| Pays-Bas \| Bora-Hansgrohe \| + 0 s \| |                    |             |                          |                 |
| |                    |             |                          |                 |
| Source : ProCyclingStats |                    |             |                          |                 |
| Classement de l'étape |                    |             |                          |                 |
| Coureur | Coureur            | Pays        | Équipe                   | Temps           |
| 1er | Mads Pedersen      | Danemark    | Trek-Segafredo           | 3 h 49 min 02 s |
| 2e | Alexander Kristoff | Norvège     | UAE Team Emirates        | + 0 s           |
| 3e | Mike Teunissen     | Pays-Bas    | Jumbo-Visma              | + 0 s           |
| 4e | Markus Hoelgaard   | Norvège     | Uno-X Pro Cycling Team   | + 0 s           |
| 5e | Ethan Hayter       | Royaume-Uni | Ineos Grenadiers         | + 0 s           |
| 6e | Kristian Aasvold   | Norvège     | Team Coop                | + 0 s           |
| 7e | Tosh Van der Sande | Belgique    | Lotto-Soudal             | + 0 s           |
| 8e | Nils Politt        | Allemagne   | Bora-Hansgrohe           | + 0 s           |
| 9e | Cédric Beullens    | Belgique    | Sport Vlaanderen-Baloise | + 0 s           |
| 10e | Ide Schelling      | Pays-Bas    | Bora-Hansgrohe           | + 0 s           |

| \| Classement général \| Classement général \| Classement général \| Classement général \| Classement général \| \| Coureur \| Coureur \| Pays \| Équipe \| Temps \| \| ------------------ \| ------------------ \| ------------------ \| --------------------------- \| ------------------ \| \| 1er \| Ethan Hayter \| Royaume-Uni \| Ineos Grenadiers \| 11 h 49 min 44 s \| \| 2e \| Ide Schelling \| Pays-Bas \| Bora-Hansgrohe \| + 15 s \| \| 3e \| Mike Teunissen \| Pays-Bas \| Jumbo-Visma \| + 25 s \| \| 4e \| Kristian Aasvold \| Norvège \| Team Coop \| + 33 s \| \| 5e \| Markus Hoelgaard \| Norvège \| Uno-X Pro Cycling Team \| + 33 s \| \| 6e \| James Shaw \| Royaume-Uni \| Ribble Weldtite Pro Cycling \| + 33 s \| \| 7e \| Lucas Eriksson \| Suède \| Riwal Cycling Team \| + 33 s \| \| 8e \| Mattias Skjelmose \| Danemark \| Trek-Segafredo \| + 33 s \| \| 9e \| Torstein Træen \| Norvège \| Uno-X Pro Cycling Team \| + 35 s \| \| 10e \| Romain Combaud \| France \| Team DSM \| + 41 s \| |                   |             |                             |                  |
| |                   |             |                             |                  |
| Source : ProCyclingStats |                   |             |                             |                  |
| Classement général |                   |             |                             |                  |
| Coureur | Coureur           | Pays        | Équipe                      | Temps            |
| 1er | Ethan Hayter      | Royaume-Uni | Ineos Grenadiers            | 11 h 49 min 44 s |
| 2e | Ide Schelling     | Pays-Bas    | Bora-Hansgrohe              | + 15 s           |
| 3e | Mike Teunissen    | Pays-Bas    | Jumbo-Visma                 | + 25 s           |
| 4e | Kristian Aasvold  | Norvège     | Team Coop                   | + 33 s           |
| 5e | Markus Hoelgaard  | Norvège     | Uno-X Pro Cycling Team      | + 33 s           |
| 6e | James Shaw        | Royaume-Uni | Ribble Weldtite Pro Cycling | + 33 s           |
| 7e | Lucas Eriksson    | Suède       | Riwal Cycling Team          | + 33 s           |
| 8e | Mattias Skjelmose | Danemark    | Trek-Segafredo              | + 33 s           |
| 9e | Torstein Træen    | Norvège     | Uno-X Pro Cycling Team      | + 35 s           |
| 10e | Romain Combaud    | France      | Team DSM                    | + 41 s           |

### 4eétape
| \| Classement de l'étape \| Classement de l'étape \| Classement de l'étape \| Classement de l'étape \| Classement de l'étape \| \| Coureur \| Coureur \| Pays \| Équipe \| Temps \| \| --------------------- \| --------------------- \| --------------------- \| ------------------------ \| --------------------- \| \| 1er \| Matthew Walls \| Royaume-Uni \| Bora-Hansgrohe \| 3 h 25 min 16 s \| \| 2e \| Mads Pedersen \| Danemark \| Trek-Segafredo \| + 0 s \| \| 3e \| Daniel Hoelgaard \| Norvège \| Uno-X Pro Cycling Team \| + 0 s \| \| 4e \| Mike Teunissen \| Pays-Bas \| Jumbo-Visma \| + 0 s \| \| 5e \| Tosh Van der Sande \| Belgique \| Lotto-Soudal \| + 0 s \| \| 6e \| Alexander Kristoff \| Norvège \| UAE Team Emirates \| + 0 s \| \| 7e \| Nils Lau Nyborg Broge \| Danemark \| BHS-PL Beton Bornholm \| + 0 s \| \| 8e \| Markus Hoelgaard \| Norvège \| Uno-X Pro Cycling Team \| + 0 s \| \| 9e \| Nick van der Lijke \| Pays-Bas \| Riwal Cycling Team \| + 0 s \| \| 10e \| Cédric Beullens \| Belgique \| Sport Vlaanderen-Baloise \| + 0 s \| |                       |             |                          |                 |
| |                       |             |                          |                 |
| Source : ProCyclingStats |                       |             |                          |                 |
| Classement de l'étape |                       |             |                          |                 |
| Coureur | Coureur               | Pays        | Équipe                   | Temps           |
| 1er | Matthew Walls         | Royaume-Uni | Bora-Hansgrohe           | 3 h 25 min 16 s |
| 2e | Mads Pedersen         | Danemark    | Trek-Segafredo           | + 0 s           |
| 3e | Daniel Hoelgaard      | Norvège     | Uno-X Pro Cycling Team   | + 0 s           |
| 4e | Mike Teunissen        | Pays-Bas    | Jumbo-Visma              | + 0 s           |
| 5e | Tosh Van der Sande    | Belgique    | Lotto-Soudal             | + 0 s           |
| 6e | Alexander Kristoff    | Norvège     | UAE Team Emirates        | + 0 s           |
| 7e | Nils Lau Nyborg Broge | Danemark    | BHS-PL Beton Bornholm    | + 0 s           |
| 8e | Markus Hoelgaard      | Norvège     | Uno-X Pro Cycling Team   | + 0 s           |
| 9e | Nick van der Lijke    | Pays-Bas    | Riwal Cycling Team       | + 0 s           |
| 10e | Cédric Beullens       | Belgique    | Sport Vlaanderen-Baloise | + 0 s           |

## Classements finals

### Classement général final
| \| Classement général \| Classement général \| Classement général \| Classement général \| Classement général \| \| Coureur \| Coureur \| Pays \| Équipe \| Temps \| \| ------------------ \| ------------------ \| ------------------ \| --------------------------- \| ------------------ \| \| 1er \| Ethan Hayter \| Royaume-Uni \| Ineos Grenadiers \| 15 h 15 min 00 s \| \| 2e \| Ide Schelling \| Pays-Bas \| Bora-Hansgrohe \| + 15 s \| \| 3e \| Mike Teunissen \| Pays-Bas \| Jumbo-Visma \| + 25 s \| \| 4e \| Markus Hoelgaard \| Norvège \| Uno-X Pro Cycling Team \| + 33 s \| \| 5e \| James Shaw \| Royaume-Uni \| Ribble Weldtite Pro Cycling \| + 33 s \| \| 6e \| Kristian Aasvold \| Norvège \| Team Coop \| + 33 s \| \| 7e \| Mattias Skjelmose \| Danemark \| Trek-Segafredo \| + 33 s \| \| 8e \| Lucas Eriksson \| Suède \| Riwal Cycling Team \| + 33 s \| \| 9e \| Torstein Træen \| Norvège \| Uno-X Pro Cycling Team \| + 35 s \| \| 10e \| Sven Erik Bystrøm \| Norvège \| UAE Team Emirates \| + 41 s \| |                   |             |                             |                  |
| |                   |             |                             |                  |
| Source : ProCyclingStats |                   |             |                             |                  |
| Classement général |                   |             |                             |                  |
| Coureur | Coureur           | Pays        | Équipe                      | Temps            |
| 1er | Ethan Hayter      | Royaume-Uni | Ineos Grenadiers            | 15 h 15 min 00 s |
| 2e | Ide Schelling     | Pays-Bas    | Bora-Hansgrohe              | + 15 s           |
| 3e | Mike Teunissen    | Pays-Bas    | Jumbo-Visma                 | + 25 s           |
| 4e | Markus Hoelgaard  | Norvège     | Uno-X Pro Cycling Team      | + 33 s           |
| 5e | James Shaw        | Royaume-Uni | Ribble Weldtite Pro Cycling | + 33 s           |
| 6e | Kristian Aasvold  | Norvège     | Team Coop                   | + 33 s           |
| 7e | Mattias Skjelmose | Danemark    | Trek-Segafredo              | + 33 s           |
| 8e | Lucas Eriksson    | Suède       | Riwal Cycling Team          | + 33 s           |
| 9e | Torstein Træen    | Norvège     | Uno-X Pro Cycling Team      | + 35 s           |
| 10e | Sven Erik Bystrøm | Norvège     | UAE Team Emirates           | + 41 s           |

### Évolution des classements
| Étape            | Vainqueur        | Classement général | Classement par points | Classement de la montagne | Classement du meilleur jeune | Classement par équipes |
| ---------------- | ---------------- | ------------------ | --------------------- | ------------------------- | ---------------------------- | ---------------------- |
| 1                | Ethan Hayter     | Ethan Hayter       | Ethan Hayter          | Ethan Hayter              | Mattias Skjelmose            | Ineos Grenadiers       |
| 2                | Ethan Hayter     | Ethan Hayter       | Ethan Hayter          | Anthon Charmig            | Mattias Skjelmose            | Uno-X Pro              |
| 3                | Mads Pedersen    | Ethan Hayter       | Ethan Hayter          | Anthon Charmig            | Mattias Skjelmose            | Uno-X Pro              |
| 4                | Matthew Walls    | Ethan Hayter       | Mike Teunissen        | Anthon Charmig            | Mattias Skjelmose            | Uno-X Pro              |
| Classement final | Classement final | Ethan Hayter       | Mike Teunissen        | Anthon Charmig            | Mattias Skjelmose            | Uno-X Pro              |